# Сан Пиетро ди Фелето
Сан Пиѐтро ди Фелѐто (на италиански: San Pietro di Feletto; на венециански: San Piero, Сан Пиеро) е община в Северна Италия, провинция Тревизо, регион Венето. Разположена е на 221 m надморска височина. Населението на общината е 5416 души (към 2010 г.).
Административен център на общината е градче Руа ди Фелето (Rua di Feletto).